# 帕蘭代區

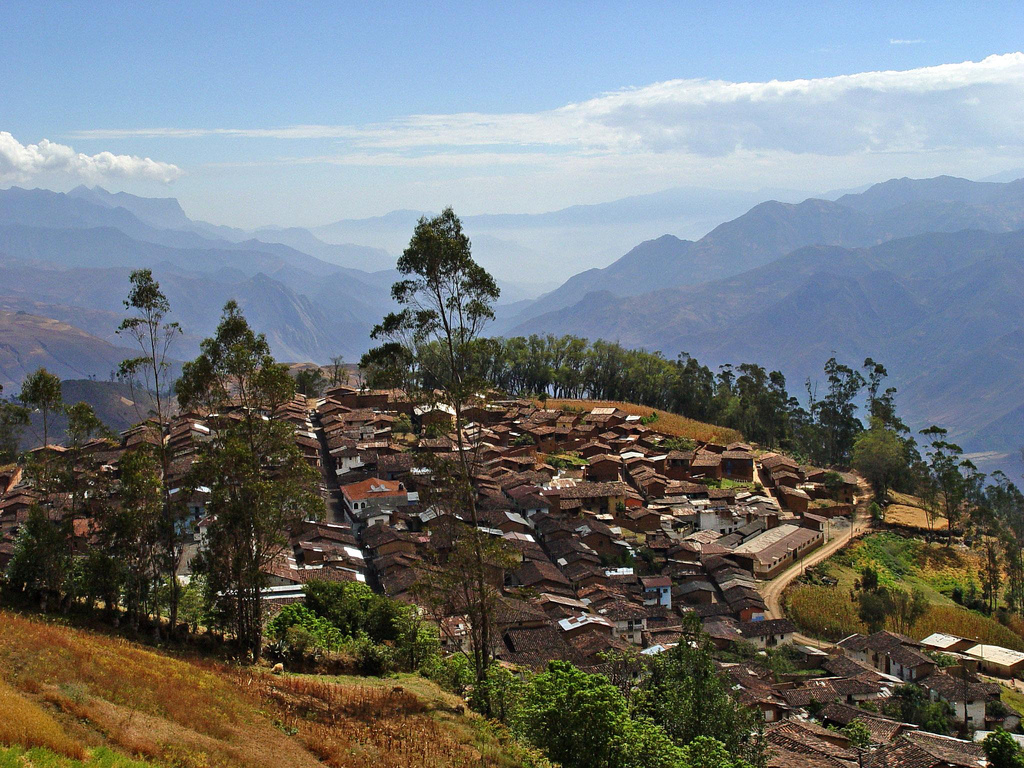
位于帕兰代区的乌斯基尔镇

帕蘭代區（西班牙語：Distrito de Paranday）是秘魯的一個區，位於該國西北部拉利伯塔德大區的奧圖斯科省，始建於1959年4月28日，面積21.46平方公里，海拔高度3,141米，2005年人口635，人口密度每平方公里30人。